# Brit Floyd
Brit Floyd est un cover band de rock britannique, originaire de Liverpool. Il est formé en 2011 après que Damian Darlington, Ian Cattell et Amy smith ont quitté le groupe The Australian Pink Floyd Show  dont ils faisaient partie tous les trois. Le groupe reprend des titres de Pink Floyd. Leurs concerts tentent de recréer le son et l'ambiance des concerts de Pink Floyd,.  Le bassiste Ian Cattell y participe grandement avec une tessiture vocale pouvant rappeler celle de David Gilmour. Damian Darlington a monté le groupe après avoir joué avec The Australian Pink Floyd Show pendant dix-sept ans.

## Biographie
Brit Floyd est formé en 2011 sous l'impulsion de Damian Darlington, directeur musical, guitariste et chanteur, « simplement parce qu'il pensait pouvoir mieux faire » que son précédent groupe, The Australian Pink Floyd Show, et il ajoute « on fait plus attention aux détails de chaque élément du spectacle, de la musique aux visuels et l'éclairage : tout est bien plus parfait, la passion transparaît dans le spectacle... C'est cohérent, c'est un voyage émotionnel à travers le catalogue de Pink Floyd . ».
Darlington a commencé à suivre le travail de Pink Floyd après avoir entendu The Wall alors qu'il avait 13 ans et qu'il a vu le groupe en concert pour la première fois en 1987, pendant la tournée A Momentary Lapse of Reason Tour . « Depuis, il a vu le groupe à plusieurs étapes, après leur séparation mais également lors de leur réunion de 2005. »
Concernant son évolution en écoutant le groupe, Darlington a dit : « J'ai assurément écouté Pink Floyd. Je me rappelle lorsque Another Brick In The Wall est devenu numéro un au Royaume-Uni. C'était en décembre 1979. Certainement mon premier souvenir de Pink Floyd. J'ai alors écouté l'album entier et c'est ce qui m'a particulièrement marqué alors que j'avais 12 ou 13 ans. J'étais fasciné par un disque racontant une histoire et tous ces effets sonores reliant les morceaux et également le merveilleux travail du guitariste. J'apprenais déjà à jouer à la guitare et je voulais être capable de jouer certains de ces fantastiques solos de guitare. C'était ma découverte de Pink Floyd. J'étais un très jeune fan . »

Après avoir joué dans de nombreux groupes pendant des années couvrant une large gamme musicale, incluant la country music, la western music et même le jazz, Darlington a joué avec The Australian Pink Floyd Show de 1994 à 2011 (Darlington n'est pas le seul vétéran de The Australian Pink Floyd Show présent dans Brit Floyd, « quelques autres de Brit Floyd » ont également fait partie du groupe ). Darlington a voulu profiter de son expérience avec The Australian Pink Floyd Show pour faire quelque chose de plus nuancé : « J'ai senti qu'il était temps de le faire de manière différente avec un autre groupe de musiciens — y parvenir par moi-même, j'ai pas mal d'expérience et j'ai appris à le faire correctement . » Darlington affirme que son groupe prête plus attention aux détails, offrant un spectacle mieux élaboré : « Si vous avez vu un concert des Aussie Floyd, vous noterez une énorme différence — une différence pour le meilleur, nous mettons un effort énorme pour recréer le mieux possible et seulement les chansons : les visuels également . »

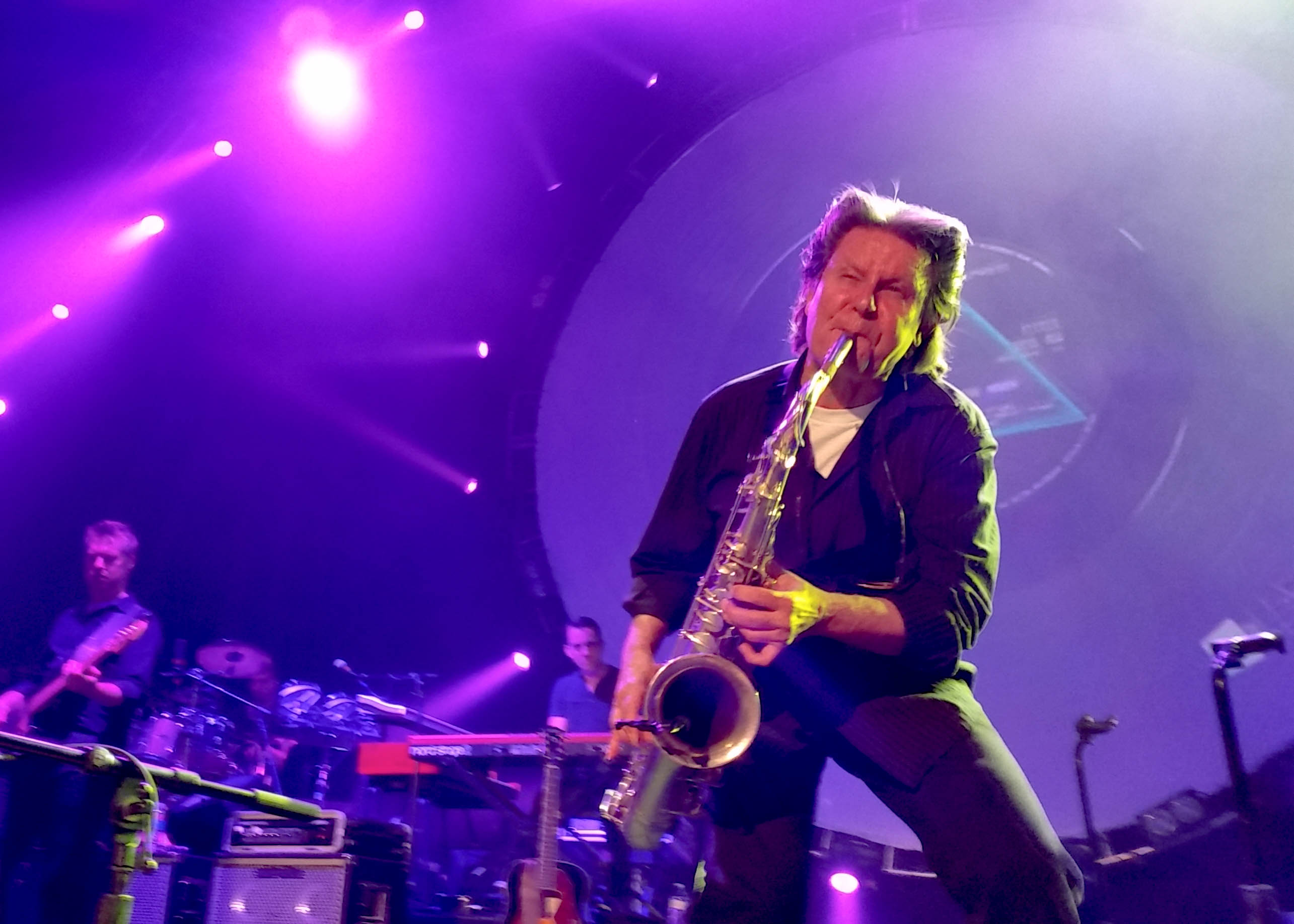
Scott Page invité sur scène par Brit Floyd en 2015.

Le groupe a beaucoup tourné depuis 2011 et a présenté des musiciens studio de Pink Floyd et des groupes en tournée. Le chanteur et guitariste basse « Guy Pratt a rejoint Brit Floyd sur scène à l'Echo Arena Liverpool le 9 novembre 2013 » et le saxophoniste et guitariste rythmique Scott Page les a rejoints à l'Orpheum Theatre de Los Angeles le 17 juin 2015, pour jouer Money et Us and Them avec le groupe ,, ».

## Membres
Plusieurs musiciens ont joué dans Brit Floyd depuis sa création en 2011. Les membres actuels sont les suivants 

### Membres actuels
- Damian Darlington - directeur musical, guitare, pedal steel, chant (depuis 2011)
- Rob Stringer - claviers, chant (depuis 2011)
- Ian Cattell - guitare basse, chant (depuis 2011)
- Arran Ahmun - batterie (depuis 2011)
- Ola Bienkowska - chœurs (depuis 2011)
- Emily Jollands - chœurs (depuis 2011)
- Jacquie Williams - chœurs (depuis 2011)
- Angela Cervantes - chœurs (depuis 2013)
- Thomas Ashbrook - claviers, chant (depuis 2013)
- Roberta Freeman - chœurs (depuis 2014)
- Karl Penny - batterie (depuis 2014)
- Jay Davidson - saxophones, guitares, percussions, claviers (depuis 2015)
- Edo Scordo - guitares, chant (depuis 2015)
- Gareth Darlington - ingénieur du son (depuis 2011)
- Bryan Kolupski - directeur médias, animation et vidéo (depuis 2011)

### Anciens membres
- Amy Smith - chœurs (2011)
- Carl Brunsdon - saxophone, percussions, guitare, guitare basse (2011–2015)
- Bobby Harrison - guitare, chant (2011–2015)